# Lago Tele
Il lago Tele (francese lac Télé) è un lago situato nel nord-est della Repubblica del Congo, probabilmente originato dalla caduta di un meteorite più di 80 milioni di anni fa.
Il lago è stato spesso ritenuto ospitare il mokele mbembe, un grande rettile ignoto, ed è il luogo dove si ritiene alcuni pigmei abbiano ucciso e mangiato una di queste creature nel 1959. Il lago è circondato da foreste paludose ancora non completamente esplorate.